# ウェンディ・レーナート
ウェンディ・レーナート (Wendy Grace Lehnert) は、自然言語処理が専門のアメリカの女性コンピューター科学者で、自然言語処理において機械学習の先駆的な使用者である。マサチューセッツ大学アマースト校の名誉教授を務めた。

## 来歴
1972年、ポートランド州立大学で数学の学士号を取得する。1974年にイェシバ大学で修士号を取得する。イェール大学に移り、ロジャー・シャンクの指導を受ける。1977年、「人間の質問応答の計算モデル」に関する研究論文で博士号を取得し、イェール大学の助教授となる。
1982年、マサチューセッツ大学アマースト校に移り、コンピュータサイエンス学科の博士課程でクレア・カーディとエレン・リロフの指導を受ける.。
1984年、人工知能における業績が認められ、アメリカ国立科学財団から大統領若手研究者賞を受賞し、1991年、AAAIフェローに選出される 。
1993年、人工知能に関する全国会議 (AAAI) でスタンフォード大学のリチャード・ファイクス教授とプログラム共同議長を務めた。
1996年、マサチューセッツ大学アマースト校の特別教員講師として表彰された。アメリカ国立科学財団、アメリカ国立医学図書館の科学諮問委員会の委員、アメリカ国防総省の先端研究計画庁の情報科学技術委員会の委員を務めた。また、アメリカ人工知能協会の顧問委員会と認知科学協会の運営委員に選出され、認知科学の編集長も務めた。
2011年9月に29年間勤めたマサチューセッツ大学アマースト校を退職した。

## 著書
- The Process of Question Answering: A Computer Simulation of Cognition (L. Erlbaum Associates, 1978)[5]
- Light on the Web: Essentials to Make the 'Net Work for You (Addison-Wesley, 1981)
- Strategies for Natural Language Processing (with Martin Ringle, L. Erlbaum Associates, 1982)
- The Web Wizard's Guide to Freeware and Shareware (Addison-Wesley, 1982)
- Internet 101: A Beginner's Guide to the Internet and the World Wide Web (Addison-Wesley, 1998)
- The Web Wizard's Guide to HTML (Addison-Wesley, 2001)
- Web 101: Making the Net Work for You (with Richard Kopec, Addison-Wesley; 3rd ed., 2007)